# Сприггс, Элизабет
Элизабет Сприггс (англ. Elizabeth Spriggs; 18 сентября 1929, Бакстон, Дербишир, Англия, Великобритания — 2 июля 2008, Оксфорд, Оксфордшир, Англия, Великобритания) — британская актриса театра, кино и телевидения.

## Биография
Элизабет Джин Уильямс родилась в Бакстоне, церемониальное графство Дербишир, в семье, где помимо неё было ещё трое детей. Родители предполагали, что дочь непременно выберет творческую профессию. Хотя уже с 11 лет она брала частные уроки актёрского мастерства, её профессиональная актёрская деятельность началась довольно поздно. Благодаря вокальным данным (ещё в раннем возрасте обнаружилось, что Элизабет обладает меццо-сопрано), она занималась музыкой в Royal School of Music, намереваясь стать оперной певицей. Однако из-за открывшейся бронхиальной астмы Элизабет была вынуждена оставить пение и начать преподавать сценическую речь в Coventry Technical College. В 21 год она вышла замуж за Кеннета Сприггса, под чьей фамилией впоследствии прославилась. У них родилась дочь Уэнди, но брак оказался несчастливым, и через несколько лет Элизабет приняла решение развестись с мужем и сосредоточиться на карьере актрисы.
В 1953 году она получила возможность присоединиться к труппе Bristol Old Vic и после нескольких сезонов перешла в бирмингемский репертуарный театр, где играла в спектаклях по пьесам Шекспира («Антоний и Клеопатра») и Чехова («Вишнёвый сад»). Сприггс приобрела известность в конце 1960-х гг., благодаря успешным выступлениям в театре Королевской Шекспировской компании (с 1962 года) и в театре Aldwych Theatre в лондонском Вест-Энде. Её исполнение роли Гертруды в «Гамлете» было признано критиками «одним из лучших в наше время», роли Кормилицы («Ромео и Джульетта»), миссис Форд («Виндзорские насмешницы») и Марии («Двенадцатая ночь») также получили высокую оценку. В последующие годы актриса сыграла практически во всех пьесах шекспировского репертуара. С 1976 года её театральная карьера благополучно продолжилась в Королевском национальном театре. В 1978 году за роль в пьесе Арнольда Вескера Love Letters on Blue Paper Элизабет была признана лучшей актрисой второго плана, а также стала лауреатом премии Лоренса Оливье.
Её творческий диапазон охватывал как роли в театральных постановках, так и не менее заметные работы на малом и большом экране. На телевидении она появилась ещё в конце 1960-х, снимаясь как в драматических, так и комедийных телесериалах, среди которых «Доктор Кто», «Дживс и Вустер», «Чисто английское убийство» и многие другие. Тот факт, что она получала преимущественно второстепенные роли, ничуть не смущал актрису. В одном из интервью 1996 года она заметила: «Я нисколько не огорчена тем, что я не знаменитость. Думаю, мне очень, очень повезло, что я весьма разносторонняя актриса, и что в мои годы я до сих пор востребована».
За участие в картине «Разум и чувства», экранизации романа Джейн Остин, она была номинирована на соискание премии BAFTA как лучшая актриса второго плана, но награда досталась Кейт Уинслет, снявшейся в этом же фильме. Последней киноработой Элизабет Сприггс стала роль Пруденс в картине Джона Кроули «Есть здесь кто-нибудь?».
Сприггс была замужем трижды: за Кеннетом Сприггсом, Маршаллом Джоунсом и с начала 1970-х гг. до своей кончины за классическим гитаристом Мюррэем Мэнсоном.

## Избранная фильмография
| Год       |   | Русское название                  | Оригинальное название                    | Роль                                                      |
| --------- | - | --------------------------------- | ---------------------------------------- | --------------------------------------------------------- |
| 1968      | ф |                                   | Work Is a Four-Letter Word               | миссис Мюррей                                             |
| 1969      | ф | Три не превращается в два         | Three Into Two Won't Go                  | Марсия                                                    |
| 1981      | ф | Любовник леди Чаттерлей           | Lady Chatterley's Lover                  | леди Ева                                                  |
| 1982—1985 | с |                                   | Shine on Harvey Moon                     | Вайолет "Нэн" Мун                                         |
| 1987      | с | Доктор Кто                        | Doctor Who                               | Тэбби (3 эпизода)                                         |
| 1991      | ф | Экспромт                          | Impromptu                                | баронесса Лажински                                        |
| 1992      | с | Хроники молодого Индианы Джонса   | The Young Indiana Jones Chronicles       | Шультц (в эпизоде Austria, March 1917)                    |
| 1993      | с | Дживс и Вустер                    | Jeeves and Wooster                       | Агата Грегсон (2 эпизода)                                 |
| 1994      | с | Миддлмарч                         | Middlemarch                              | миссис Кэдуолледер                                        |
| 1995      | ф | Разум и чувства                   | Sense and Sensibility                    | миссис Дженнингс                                          |
| 1997      | ф | Дорога в рай                      | Paradise Road                            | миссис Робертс                                            |
| 1997      | с | Убийства в Мидсомере              | Midsomer Murders                         | Айрис Рэйнбёрд (в эпизоде The Killings at Badger's Drift) |
| 1998      | ф | Сибирский цирюльник               | The Barber of Siberia                    | Перепёлкина                                               |
| 1999      | ф | Алиса в Стране чудес              | Alice in Wonderland                      | Герцогиня                                                 |
| 2001      | с | Виктория и Альберт                | Victoria & Albert                        | актриса                                                   |
| 2001      | ф | Гарри Поттер и философский камень | Harry Potter and the Philosopher's Stone | Полная Дама                                               |
| 2005      | с | Иерихон                           | Jericho                                  | Эллен Джерико (в эпизоде The Hollow Men)                  |
| 2006      | с | Убийства в Мидсомере              | Midsomer Murders                         | Урсула Гудинг (в эпизоде Dead Letters)                    |
| 2006      | с | Пуаро Агаты Кристи                | Agatha Christie's Poirot                 | миссис Лидбеттер (в эпизоде Taken at the Flood)           |
| 2008      | ф | Есть здесь кто-нибудь?            | Is Anybody There?                        | Пруденс                                                   |